# Mohammad Reza Rahimi

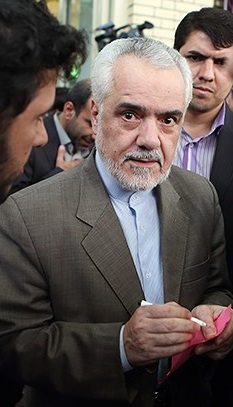
Mohammad Reza Rahimi, 2015

Mohammad-Reza Rahimi (persisch محمدرضا رحیمی, * 11. Januar 1949 in Qorveh) ist ein iranischer Politiker. Er war vom 13. September 2009 bis zum 3. August 2013 der Erste Vizepräsident des Iran.

## Leben
Rahimi wurde 1949 (1327 nach islamischer Zeitrechnung) im iranischen Qorveh in der Provinz Kordestān geboren. Er ist seit 1970 verheiratet und hat zwei Kinder. An der Azad-Universität in Teheran erwarb er einen akademischen Abschluss. 1980 wurde Rahimi als Mitglied der Islamisch-Republikanischen Partei ins iranische Parlament gewählt, wo er unter anderem dem Ausschuss für Außenpolitik angehörte. Im August 1993 wurde er vom damaligen Präsidenten Ali Akbar Hāschemi Rafsandschāni zum Gouverneur der Provinz Kordestān ernannt. Rahimi besetzte dieses Amt bis August 1997, als Mohammad Chatami, der bei den Präsidentschaftswahlen 1997 zu Rafsandschanis Nachfolger gewählt wurde, neue Gouverneure ernannte.
Seine Absetzung als Gouverneur nahm Rahimi zum Anlass, vorübergehend aus der Politik auszusteigen und für mehrere Jahre in der Wirtschaft tätig zu sein. 2005 wirkte er an der Wahlkampagne von Mahmud Ahmadinedschad mit, die bei den Präsidentschaftswahlen 2005 zum Wahlerfolg führte. Ahmadinedschad machte ihn daraufhin zum „Vizepräsidenten für Recht und parlamentarische Angelegenheiten“. Im September 2009 ernannte ihn Ahmadinedschad zum „Ersten Vizepräsidenten“ der Islamischen Republik Iran. In diesem Amt folgte er Esfandiar Rahim Maschaie, der nach einer Auseinandersetzung zwischen dem Obersten Führer Ali Chamenei und Präsident Ahmadinedschad entlassen wurde.
Im Januar 2015 wurde er vom Obersten Gericht wegen Korruption zu fünf Jahren und drei Monaten Haft verurteilt.
| Personendaten    | Personendaten                                          |
| ---------------- | ------------------------------------------------------ |
| NAME             | Rahimi, Mohammad Reza                                  |
| ALTERNATIVNAMEN  | Rahimi, Mohammad-Reza                                  |
| KURZBESCHREIBUNG | iranischer Politiker und Erster Vizepräsident des Iran |
| GEBURTSDATUM     | 11. Januar 1949                                        |
| GEBURTSORT       | Qorveh                                                 |